# 大賀茂 (陸軍軍人)
大賀 茂（おおが しげる、1888年（明治21年）2月6日 - 1963年（昭和38年）8月28日）は、日本の陸軍軍人。最終階級は陸軍中将。

## 経歴
熊本県出身。1909年（明治42年）5月、陸軍士官学校（21期）を卒業。同年12月、騎兵少尉に任官。1918年（大正7年）11月、陸軍大学校（30期）を卒業した。
1925年（大正14年）3月、騎兵少佐に進級。1929年（昭和4年）8月、騎兵中佐に昇進し、1931年（昭和6年）3月、陸軍騎兵学校教官に就任。1933年（昭和8年）3月、騎兵第7連隊長に就任。同年8月、騎兵大佐に進み、1934年（昭和9年）8月、騎兵第26連隊長に転じた。1936年（昭和11年）8月、陸軍省兵務局馬政課長に就任。1937年（昭和12年）8月、陸軍少将に進級し騎兵学校幹事となる。1938年（昭和13年）3月、騎兵第1旅団長に転じ、1939年（昭和14年）9月、騎兵学校長に就任し、同年10月、陸軍中将に進んだ。
1940年（昭和15年）12月、第34師団長に親補され日中戦争に出征。錦江作戦などに参戦した。1942年（昭和17年）10月に待命となり、同年11月、予備役に編入された。
1944年（昭和19年）2月に召集され留守第2師団長に就任。同年4月、新編の第72師団長に就任し仙台に駐屯。同年7月、留守第2師団に再任され終戦を迎えた。
1947年（昭和22年）11月28日、公職追放仮指定を受けた。

## 栄典
位階
- 1937年（昭和12年）9月1日 - 正五位[7]

勲章
- 1939年（昭和14年）4月13日  - 勲二等瑞宝章[8]
- 1940年（昭和15年）8月15日 - 紀元二千六百年祝典記念章[9]